# 1995 au Belize
Chronologie du Belize
- 1991
- 1992
- 1993
- 1994
- 1995
- 1996
- 1997
- 1998
- 1999

Cet article présente les faits marquants de l'année 1995 au Belize.

## Gouvernement
- Monarque : Élisabeth II
- Gouverneur général : Colville Young
- Premier ministre : Manuel Esquivel
- Vice-Premier ministre : Dean Barrow
- Ministre des Affaires étrangères : Dean Barrow
- Juge en chef : George Brown

## Statistiques
- x

## Évènements

### Non daté
- fondation du parti politique Parti démocratique populaire (en).
- création de la collection Belizean Writers Series (en) aux éditions Cubola Productions.
- une équipe d'archéologues découvrent un nouveau site archéologique Maya dans le district d'Orange Walk. Celui-ci est nommé Maax Na, littéralement la « Maison du Singe Araignée » en langue maya[1].
- plusieurs sites Mayas sont classés réserves archéologiques : Altun Ha[2], Cahal Pech, Caracol[3], Nim Li Punit, Santa Rita (en) et Xunantunich.
- cette année-là, la course de véhicules tout-terrain Land Rover, la Camel Trophy (en), organise son départ et son arrivée au Belize[4]. C'est l'équipe de République tchèque qui gagne la course[5].
- le Belize légalise les jeux d'argent en ligne avec le passage du Computer Wagering Licensing Act[6].
- fin de la construction du barrage Mollejon[7].

### Janvier
- 1er janvier : le Belize devient membre de l'Organisation mondiale du commerce[8].
- 4 janvier : le Belize forme des relations diplomatiques avec le Vietnam[9].

### Février
- 16-17 février : la conférence des chefs de gouvernement de la Communauté caribéenne a lieu à Belize City[10].

### Mars
- x

### Avril
- 1er avril : en raison de problèmes financiers, le Premier ministre Manuel Esquivel gèle les salaires des fonctionnaires et licencie 700 d'entre eux[11],[12].

### Mai
- 2 mai : le Belize forme des relations diplomatiques avec la Pologne[13].

### Juin
- Saison cyclonique 1995 dans l'océan Atlantique nord
- 1er juin : création de Image Factory, une galerie d'art contemporain à Belize City[14].

### Juillet
- 15 juillet : le Belize forme des relations diplomatiques avec Cuba[15].

### Août
- 23 août : le Belize forme des relations diplomatiques avec Singapour[16].

### Septembre
- 18 septembre : Fondation du Karl Heusner Memorial Hospital.
- 21 septembre : Fête nationale.

### Octobre
- x

### Novembre
- x

### Décembre
- x

## Sport
- Coupe UNCAF des nations 1995

## Naissances
- 4 janvier : Oscar Quiroz, coureur cycliste.

## Décès
- x